# Coteau du Missouri

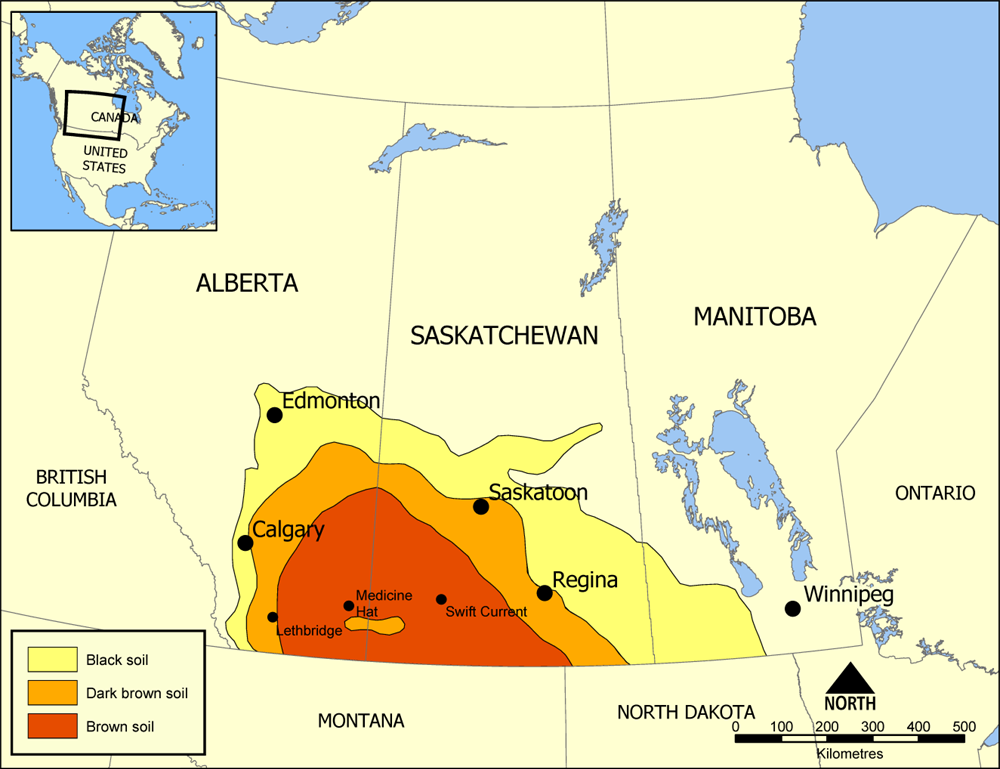
Carte du Triangle de Palliser, pendant canadien du coteau du Missouri.

Le coteau du Missouri est un vaste plateau qui s'étend le long de la rive orientale de la vallée de la rivière Missouri dans le centre du Dakota du Nord et le centre-nord du Dakota du Sud, aux États-Unis. 

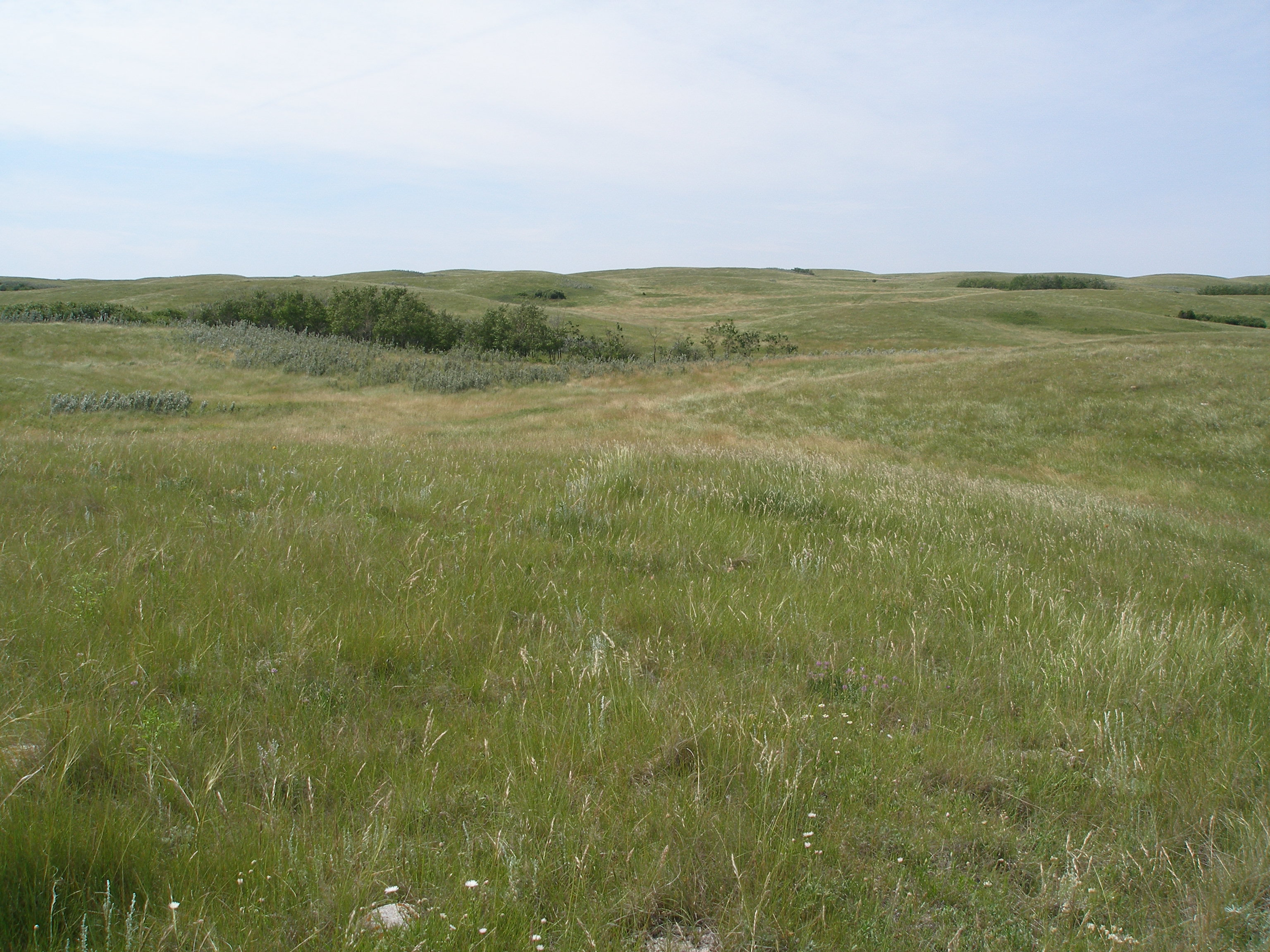
Paysage du coteau du Missouri.

La région physiographique des provinces canadiennes de la Saskatchewan et de l'Alberta annonce les hautes terres du coteau du Missouri, faisant partie des Grandes Plaines ou Région du plateau de l'Alberta qui s'étend dans toute la partie sud-est de la province de la Saskatchewan ainsi que la partie sud-ouest de la province de Alberta. 
Historiquement, au Canada, la région était connue sous le nom de Triangle de Palliser considérée comme une extension du Great American Desert et impropre à l'agriculture et donc désignée ainsi en hommage à l'explorateur et géographe canadien John Palliser. 
À l'est du plateau, la plaine de la vallée de la rivière James a été formée lors de la dernière ère glaciaire, séparant le plateau du coteau du Missouri du coteau des Prairies à l'est. 